# Guttorm van Noorwegen
Guttorm Sigurdsson (1199 - 11 augustus 1204) was van 2 januari tot 11 augustus 1204 koning van Noorwegen. Guttorm was een zoon van de in 1201 overleden Sigurd Lavard, die een zoon van koning Sverre van Noorwegen en een oudere broer van Haakon III was. Guttorm was de opvolger van de op 1 januari overleden Haakon III.
Guttorm stond onder voogdij van Haakon ´Galen´ (´de Gekke´), een zoon van Cecilia die een dochter van Sigurd II ´Munn´ en zus van Sverre was, die Jarl werd en leider van de Birkebeiner-partij. Bij zijn dood leek Haakon de controle over geheel Noorwegen te hebben, maar na zijn dood arriveerde Erling Steinvegg, de troonpretendent (en tegenkoning) van de Bagli-partij, ergens in de eerste helft van 1204 met een groot leger en gesteund door Waldemar II van Denemarken in Viken (de streek rond wat nu het Oslofjord is). Dit zou de start van de tweede Bagli-oorlog (1204-1208) betekenen.
In augustus werd Guttorm ziek en hij zou op 11 augustus overlijden. De Birkebeiners, nog onbekend met het bestaan van Haakon Håkonsson, kozen daarop Inge (II) Bårdssonn tot hun nieuwe koning.
Guttorm is begraven in de Kathedraal van Nidaros (het huidige Trondheim).